# Hevelius Cup
Hevelius Cup – międzynarodowe zawody w łyżwiarstwie synchronicznym w kategorii seniorów, juniorów i innych m.in. Advanced Novice, Basic Novice, Juvenile, Beginnes, Mixed Age, Adult (nie wszystkie w każdym roku) rozgrywane w Polsce od 2017 roku. Zawody odbywają się w Gdańsku w Hali Olivia. W 2020 roku zawody w kategorii seniorów, juniorów i Advanced Novice zostały objęte patronatem Międzynarodowej Uni Łyżwiarskiej (ISU). Od sezonu 2020/21 rozgrywki w kategorii seniorów weszły w cykl zawodów Challenger Series w łyżwiarstwie synchronicznym organizowanych przez ISU.

## Medaliści

### Kategoria seniorów
CS: Challenger Series
| Rok     | Złoto        | Srebro             | Brąz            | Źr.   |
| ------- | ------------ | ------------------ | --------------- | ----- |
| 2017    | Illumination | Brak zawodników    | Brak zawodników | [ 1 ] |
| 2018    | Amber        | Brak zawodników    | Brak zawodników | [ 2 ] |
| 2019    | Amber        | Brak zawodników    | Brak zawodników | [ 3 ] |
| 2020    | Team Unique  | Helsinki Rockettes | Skating Graces  | [ 4 ] |
| 2021 CS |              |                    |                 |       |

### Kategoria juniorów
| Rok  | Złoto         | Srebro       | Brąz             | Źr.   |
| ---- | ------------- | ------------ | ---------------- | ----- |
| 2017 | Illuminettes  | Ice Fire     | Brak zawodników  | [ 5 ] |
| 2018 | Pirouette     | Illuminettes | Ice Fire         | [ 6 ] |
| 2019 | Ice Fire      | Le Soleil    | Brak zawodników  | [ 7 ] |
| 2020 | Team Mystique | Ice Steps    | Team Reflections | [ 8 ] |
| 2021 |               |              |                  |       |